# Luhja
Luhja – ludność afrykańska z grupy Bantu, żyjąca głównie w zachodniej Kenii. Ich populacja w Kenii osiąga ok. 5,3 mln ludzi. Posługują się językiem luhja, w 18 dialektach. Słowo luhya oznacza „klan” lub „ludzie z klanu”. 
Luhja zajmują się głównie rolnictwem, a także hodowlą bydła i innych zwierząt. Najważniejszymi roślinami uprawnym są trzcina cukrowa i kawa. Rozwój i modernizacja mają silny wpływ na tradycyjne życie plemienia. Jednak  spora liczba tradycyjnych zwyczajów została utrzymana. Ważną rolę w życiu plemienia pełni kult przodków.